# Mick Jenkins
Jayson Mick Jenkins (Huntsville, 16 de abril de 1991) é um rapper norte-americano.